# Лерма (Італія)
Лерма (італ. Lerma, п'єм. Lerma) — муніципалітет в Італії, у регіоні П'ємонт,  провінція Алессандрія.
Лерма розташована на відстані близько 440 км на північний захід від Рима, 95 км на південний схід від Турина, 32 км на південь від Алессандрії.
Населення — 882 особи (2014).
Щорічний фестиваль відбувається 16 серпня. 

## Демографія
Населення за роками:

Станом на 1 січня 2023 року в муніципалітеті офіційно проживав 21 іноземець з 10 країн, серед них 11 громадян країн Євросоюзу та 1 громадянин України.

## Сусідні муніципалітети
- Бозіо
- Казаледжо-Боїро
- Кастеллетто-д'Орба
- Монтальдео
- Сільвано-д'Орба
- Тальйоло-Монферрато